# Episodi di Billions (seconda stagione)
La seconda stagione della serie televisiva Billions, composta da dodici episodi, è stata trasmessa sul canale statunitense via cavo Showtime dal 19 febbraio al 7 maggio 2017.
In Italia la stagione è andata in onda sul canale satellitare Sky Atlantic dal 20 febbraio all'8 maggio 2017, il giorno seguente la messa in onda originale.
| n° | Titolo originale     | Titolo italiano              | Prima TV USA     | Prima TV Italia  |
| -- | -------------------- | ---------------------------- | ---------------- | ---------------- |
| 1  | Risk Management      | L'inchiesta                  | 19 febbraio 2017 | 20 febbraio 2017 |
| 2  | Dead Cat Bounce      | Leader di pensiero           | 26 febbraio 2017 | 27 febbraio 2017 |
| 3  | Optimal Play         | Giocata vincente             | 5 marzo 2017     | 6 marzo 2017     |
| 4  | The Oath             | Il giuramento                | 12 marzo 2017    | 13 marzo 2017    |
| 5  | Currency             | Valuta                       | 19 marzo 2017    | 20 marzo 2017    |
| 6  | Indian Four          | Indian Four                  | 26 marzo 2017    | 27 marzo 2017    |
| 7  | Victory Lap          | Giro d'onore                 | 2 aprile 2017    | 3 aprile 2017    |
| 8  | The Kingmaker        | Investitura                  | 9 aprile 2017    | 10 aprile 2017   |
| 9  | Sic Transit Imperium | Sic transit imperium         | 16 aprile 2017   | 17 aprile 2017   |
| 10 | With or Without You  | With or without you          | 23 aprile 2017   | 24 aprile 2017   |
| 11 | Golden Frog Time     | Il momento della rana dorata | 30 aprile 2017   | 1º maggio 2017   |
| 12 | Ball in Hand         | Biglia in mano               | 7 maggio 2017    | 8 maggio 2017    |

## L'inchiesta
- Titolo originale: Risk Management
- Diretto da: Reed Morano
- Scritto da: Brian Koppelman, David Levien

### Trama
Axe incontra in un ippodromo Orrin Bach, capo del suo ufficio legale. Axe è pronto a rivelargli come intende vincere la loro battaglia.
Tre giorni prima. L'Office of Professional Responsibility (OPR) ha aperto un fascicolo nei confronti di Chuck per la sua condotta nel caso Axelrod. Chuck era preparato a questo evento, avendolo saputo in anteprima da Spyros, e accoglie nel suo ufficio Oliver Dake, l'agente dell'OPR preposto alle indagini. Dopo tre settimane di chiusura per ristrutturazione, la Axe Capital riapre i battenti. Axe annuncia ai dipendenti che per la società ha inizio un nuovo corso, dove le misure di sicurezza saranno intensificate e tutte le conversazioni avverranno sotto la supervisione del nuovo capo del personale Stephanie Reed. Dopo aver lasciato la Axe Capital, Wendy ha aperto uno studio privato e occasionalmente tiene seminari motivazionali per manager. Al termine di uno di questi, Todd Krakow della Krakow Capital le propone di entrare nella sua azienda. Wendy rifiuta, essendo pienamente concentrata nella sua nuova attività. Lara soccorre una bambina che alla scuola dei suoi figli ha avuto uno shock anafilattico. Furiosa per come l'infermiera non ha saputo gestire la situazione, Lara auspica che venga sostituita e propone il nome di sua cugina Mo.
Chuck è alla ricerca di un nuovo procuratore capo. Bryan, Lonnie e Kate sperano di ottenere il posto e Chuck spiega loro che per arrivarci dovranno continuare a lavorare con la stessa dedizione di sempre, sottintendendo che si aspetta fedeltà nell'indagine di Dake. Costui interroga Bryan, chiedendogli conto dell'incontro avuto con Axelrod al bistrot di Bruno. Axe, che ha fatto pedinare Wendy, si presenta nel suo studio per esortarla a tornare a bordo, ma la donna è perentoria nel pretendere rispetto per la sua scelta. Wags chiede ad alcuni dipendenti di attivarsi per farlo entrare in Raya, una app per incontri rivolta a uomini ricchi, dove trovare nuovi agganci. Alla Axe Capital lavora come stagista Taylor Mason, giovane genederqueer in affiancamento a Mafee. Mafee vorrebbe che Taylor, il cui stage sta per terminare, restasse in pianta stabile. Mo comunica a Lara che la proposta di essere assunta come infermiera a scuola non la soddisfa, auspicando una posizione diversa che comporti un miglioramento professionale. Proprio quando sta per terminare la sua indagine, Dake si imbatte nel bonus di 5.000.000 $ che Wendy ha ricevuto il giorno in cui si è licenziata dalla Axe Capital e contemporaneamente suo marito Chuck ha chiuso l'inchiesta su Axelrod. Dake è convinto che si tratti di una tangente pagata da Axelrod a Chuck.
Presente. Axe, raccontando a Orrin di essersi appassionato ai numeri scommettendo sui cavalli, è convinto di non poter andare avanti senza eliminare Chuck. Per questa ragione intende scatenargli contro tutte le persone che negli anni sono state rovinate da lui. Il mattino seguente a Chuck sono notificate ben 127 querele, compresa quella di Axelrod. Nello stesso momento Chuck riceve la telefonata del procuratore generale, la quale lo convoca per un incontro il successivo giovedì. Dake rivela a Bryan di aver scoperto che è stato lui a denunciare Chuck alla OPR.
- Ascolti USA: telespettatori 753.000 – rating 18-49 anni 0,2%[3]

## Leader di pensiero
- Titolo originale: Dead Cat Bunce
- Diretto da: Anna Boden e Ryan Fleck
- Scritto da: Wes Jones

### Trama
Axe litiga con Todd a un dibattito, organizzato da Larry Boyd della Spartan-Ives, tra i titolari dei principali fondi speculativi. Todd ha accusato Axe di aver sistematicamente violato la legge, facendola sempre franca. Taylor ha scoperto che Todd, molto attivo sul mercato cinese, ha investito parecchio nella Anata-Tek, un'azienda che produce microchip per computer. Utilizzando le telecamere satellitari, si nota un gran movimento di camion, quando invece i magazzini sono completamente vuoti. Axe ordina una vendita allo scoperto per danneggiare Todd e lo attacca sui social network, così da vendicare le accuse di disonestà ricevute al dibattito. Colpito dalle capacità di Taylor, Axe formula una proposta di assunzione al termine dello stage. La Axe Capital ha un nuovo terapeuta, un certo dr. Gus, uomo dai modi spicci e brutali che riscontra poco coraggio nei dipendenti. Chuck sollecita il suo team a trovare un nuovo caso di forte clamore mediatico che convinca il procuratore generale a non licenziarlo. Kate si azzarda a proporre la Spartan-Ives, società molto potente che collabora con il governo, ma Chuck non vuole spingersi troppo oltre. Lonnie suggerisce a Kate un'alternativa, il gigante del retail GoodStop che ha sottratto ai dipendenti milioni di straordinari non pagati.
Charles esorta Wendy a tornare con Chuck, provando a fare di tutto per tenere in vita il loro matrimonio. Alla terapia di coppia Wendy chiede a Chuck come deve comportarsi con Dake, che l'ha chiamata a deporre, e il marito le consiglia di essere sincera. Wendy tiene botta con Dake, fino a quando l'agente dell'OPR non mette in dubbio che Chuck si sia mai pubblicamente ricusato dal caso Axelrod. Dake ascolta anche Axe, offrendogli l'immunità in cambio dell'ammissione che il bonus fornito a Wendy rappresentasse una tangente. Orrin suggerisce ad Axe di ammettere quanto evinto da Dake, poiché Chuck avrebbe più da perdere rispetto a lui. Axe chiede a Wags di mettersi al lavoro su un cambiamento radicale per la società. Bryan si mette in contatto con Orrin, che è stato suo professore all'università, confidandogli di non sentirsi più a proprio agio dentro l'ufficio di Chuck. Gus, che deve a Wags la sua assunzione alla Axe Capital, lo invita a cena in un noto ristorante giapponese. Qui Wags inveisce contro alcuni giovani manager che stanno mangiando in maniera errata il cibo preparato dallo chef. Gus resta colpito dalla rabbia di Wags, avendo visto in lui quella determinazione che spera di trovare anche nei giovani dipendenti della società.
Chuck riceve un messaggio da Fred Reyes, il segretario del procuratore generale, che gli annuncia come il caso della GoodStop non gli basterà a evitare il licenziamento. Sconsolato, Chuck riceve da Wendy il prezioso consiglio di trovare una scorciatoia che lo allontani dall'inevitabile destino. Chuck mette in molto i propri canali e il mattino successivo si presenta a Washington comunicando al procuratore generale che intende muovere causa alla Spartan-Ives. Il procuratore generale accoglie con profondo scetticismo questa improvvisa novità e concede a Chuck pochi mesi, dicendosi convinta che non riuscirà a vincere contro una società così vicina al mondo della politica. Larry Boyd, il titolare della Spartan-Ives, chiede l'aiuto di Axe per affrontare un avversario che lui ha già sconfitto. Dapprima Axe sembra volerlo abbandonare alla sua battaglia, non avendo ricevuto a parti invertite lo stesso aiuto, poi cambia idea e stringe la mano di Boyd, suggellando la loro alleanza.
- Ascolti USA: telespettatori 512.000 – rating 18-49 anni 0,1%[4]

## Giocata vincente
- Titolo originale: Optimal Play
- Diretto da: Alex Gibney
- Scritto da: Willie Reale

### Trama
Axe viene sfidato da Todd a batterlo all'Alpha Cup, annuale torneo benefico di poker tra ricchi manager. Nelle precedenti edizioni Axe non è mai riuscito a vincere, ma stavolta è in gioco la sua reputazione dopo gli attacchi subiti da Krakow. Per questo motivo sceglie di sostituire Bill Stearn, suo partner abituale nel torneo, con Taylor. Axe ha infatti scoperto la sua bravura nel poker, una passione successivamente abbandonata. Taylor afferma di sentirsi a disagio nel dover competere contro altri, Axe e Gus riescono a convincere Taylor a superare i propri ostacoli interiori per una sera. Intanto, Todd si avvale della collaborazione di Wendy per studiare il comportamento psicologico degli avversari della Axe Capital. Chuck inizia le indagini su Larry Boyd, apparentemente privo di punti deboli da cui attaccarlo. Kate è riuscita però a scoprire che McKayla, la sua hostess di volo, ha compiuto un investimento appena prima che fosse annunciata la fusione tra due società. McKayla viene interrogata da Kate, la quale però non riesce a vincere la sua resistenza. Allora Chuck ordina che sia Bryan a interrogarla, così da mostrare a Kate come in certe circostanze serva interpretare il ruolo del poliziotto buono per ottenere le informazioni che servono.
All'Alpha Cup Axe è sconfitto da Todd, ma rilancia con una sfida tra lui e Taylor in cui raddoppiare la posta in palio. Todd è convinto di riuscire a battere anche Taylor, ignorando il talento che consente alla Axe Capital di vincere. Lara scopre un lato di Wags sconosciuto persino ad Axe. Il braccio destro del marito ha problemi con l'alcol, ma riesce a nasconderli sottoponendosi ogni mattina a una flebo che lo fa andare al lavoro in piena forma. A Lara viene così l'idea per un business da avviare con sua cugina Mo, organizzando flebo a domicilio per i manager che ne hanno necessità. Axe è in trattativa per acquistare una squadra di football, un modo per recuperare il sostegno della gente, ma i dirigenti non sono convinti che sia una buona idea cederla a lui. Boyd ha una relazione segreta con la moglie di Tom McKinnon, il direttore responsabile della Spartan-Ives. McKayla è riuscita a filmare un rapporto sessuale sull'aereo e Chuck, mostrato il video a Tom, ottiene il suo appoggio contro Boyd.
- Ascolti USA: telespettatori 851.000 – rating 18-49 anni 0,2%[5]

## Il giuramento
- Titolo originale: The Oath
- Diretto da: Noah Emmerich
- Scritto da: Adam R. Perlman

### Trama
Axe è sempre più determinato a entrare nel mondo del football, benché non siano visti di buon occhio gli uomini che si sono fatti da soli. Per questa ragione Axe inizia a corteggiare Sanford Bensinger, il fondatore di Giving Oath, un programma che raccoglie somme di denaro da atleti professionisti da devolvere in beneficenza. Chuck deve dimostrare al procuratore generale che l'inchiesta sulla Spartan-Ives sta facendo passi avanti. Tom McKinnon aveva promesso di fornirgli le prove che la società falsifica le aste del Tesoro, però Larry Boyd ha interrotto tali pratiche per sfuggire ai controlli legali. Chuck decide di incontrare direttamente Boyd, offrendogli un accordo vantaggioso per entrambi: Boyd avvierà un'indagine interna, offrendogli alcuni dipendenti dai comportamenti discutibili, e in cambio Chuck avallerà quest'indagine una volta terminata la vertenza. Nel frattempo, Charles ha fatto pedinare Dake e consegna a Chuck la prova filmata che l'agente dell'OPR è in combutta con Bryan. Deluso dal tradimento del suo più fidato collaboratore, Chuck sceglie per il momento di non dire nulla.
Wendy è ingaggiata da Craig Heidecker, ambizioso imprenditore nel settore aerospaziale, che ha bisogno della sua valutazione su una candidata da mandare in missione nello spazio. Wendy rimane impressionata dall'astronauta, una giovane molto preparata, ma sconsiglia ad Heidecker di assumerla per il fatto che non è mai stata abituata ad affrontare situazioni di stress. Da questo incarico Wendy capisce che preferisce motivare le persone piuttosto che analizzarle. Il nuovo business di Lara è messo in discussione dalla Mercy Squad, un forte competitor che ha presentato un'offerta di acquisto per ridurre i costi e sottrarre clienti. Lara rifiuta l'aiuto di Axe, risoluta a cavarsela da sola per dimostrare al marito e a sé stessa che è una buona manager. Rivolgendosi a vecchie conoscenze di gioventù, Lara fa accusare un manager della  Mercy Squad di violenza sessuale. Bryan scopre che Frank Secker, il padre di Kate, è coinvolto nello scandalo dei Panama Papers. Apparentemente Kate non dà peso alla faccenda, ma si rivolge a Chuck per chiedergli come comportarsi con un genitore che ha tradito la sua fiducia. Bruno combina un incontro tra Axe e suo nipote Marco, presidente del consiglio di contea, il quale gli propone di mettersi in affari per realizzare un casinò nella piccola cittadina di Sandicot. Quando Wags arriva in ufficio con un tatuaggio sul sedere, Axe lo spedisce da Wendy per rimettersi in sesto.
Chuck si presenta alla Axe Capital per l'audizione nell'ambito della querela presentata da Axe contro di lui per il falso allarme delle cimici. Ira Schirmer, l'avvocato di Chuck, mette in difficoltà Axe quando gli chiede se lamenta danni morali più che economici alla sua attività. Axe chiede un momento di pausa e si ritira nel suo ufficio, dove riceve la telefonata di Sanford Bensinger. L'uomo è arrabbiato per le fotografie del loro incontro divulgate dalla stampa, una strategia scelta da Axe per convincere la NFL ad acconsentire al suo ingresso nel football. Bensinger gli comunica  che la sua richiesta di acquisto è stata respinta. Colpito nel vivo, Axe riprende la desposizione e accusa Chuck di essergli costato una squadra di football.
- Ascolti USA: telespettatori 981.000 – rating 18-49 anni 0,3%[6]

## Valuta
- Titolo originale: Currency
- Diretto da: Steph Green
- Scritto da: Brian Chamberlayne

### Trama
Wags arriva alla Axe Capital, pulito e sobrio. Axe gli chiede dove fosse finito, avendolo cercato con insistenza negli ultimi due giorni. Wags ha una grande novità da comunicare, ma Axe lo anticipa dicendogli che anche lui ha preso un'importante decisione.
48 ore prima. Il suicidio di un manager della Sansomic comporta per la Axe Capital il rischio di chiusura negativa del trimestre. Axe è preoccupato, soprattutto perché dovrà comparire in un popolare talk show sull'economia e ammettere che gli affari non stanno andando bene. Per questo motivo sprona i dipendenti a cercare una mossa clamorosa che possa invertire la tendenza. Mafee afferma di avere la soluzione in Everett Wright, soprannominato Eveready, che possiede informazioni piuttosto attendibili su una prossima svalutazione monetaria in Nigeria. Axe riunisce i "Big 4" del settore (Lawrence Boyd, Todd Krakow, Ken Malverne e Steven Birch) per proporre loro una speculazione massiva sulla Nigeria, assicurando un enorme guadagno per tutti. Birch però, rimasto scottato dallo scoop dell'anno precedente orchestrato da Axe per spingerlo tra le grinfie del procuratore, si chiama fuori dalla partita. Axe teme di perdere anche gli altri, ma le buone notizie che arrivano sul fronte del casinò a Sandicot li convincono a restare nella partita. Chuck ottiene da Tom McKinnon, durante una cena con le rispettive mogli, l'ammissione che Boyd ha ricominciato a truccare le aste del Tesoro.
Presente. Wags giustifica ad Axe la sua scomparsa, affermando di essersi sottoposto a una seduta intensiva con Wendy per rimettersi completamente in sesto. A gettarlo in crisi è stata la nomina di Stephanie a capo dello staff, quasi come se Axe non si fidasse più di lui. Axe replica che il suo ruolo nella società non è mai stato in dubbio, tanto che ha licenziato Stephanie per aver insinuato che un trimestre di perdita non sarebbe stato un problema. Pronto ad apparire in televisione, Axe riceve comunicazione da Orrin che l'FBI sta per arrestare Boyd. Axe non dice nulla al diretto interessato, lasciando che intervenga prima di lui nell'annunciare la crisi della moneta nigeriana. Axe può così prendersi il merito dello scoop e lasciare che Boyd, terminata la trasmissione, venga arrestato da Chuck.
- Ascolti USA: telespettatori 857.000 – rating 18-49 anni 0,2%[7]

## Indian Four
- Titolo originale: Indian Four
- Diretto da: Adam Arkin
- Scritto da: Alice O'Neill

### Trama
Axe paga la cauzione di Boyd, preoccupandosi anche di corrompere McKinnon. Accortosi che il testimone principale è diventato inservibile, Chuck vuole andare a processo e fa in modo che Boyd rifiuti la proposta di patteggiamento. Bryan non è del tutto convinto che questa sia la strada giusta, soprattutto per il fatto che una giuria popolare ha poca dimestichezza con questioni dell'alta finanza. Tuttavia, l'occasione è troppo ghiotta perché Chuck se la faccia sfuggire, tenendo conto della gravità del reato agli occhi dell'opinione pubblica. Chuck e Wendy si riavvicinano, trascorrendo una piacevole serata a cena con i figli. Wendy scopre da Ira che Chuck sta attraversando un momento difficile, tra l'indagine dell'OPR e la deposizione programmata per la settimana successiva sulla querela di Axelrod. Wendy incontra Axe per accettare la vecchia proposta di tornare alla Axe Capital, ma tra le condizioni esige che vengano ritirate tutte le querele verso Chuck. Axe, che ha sempre pregato di riavere Wendy a bordo, accetta. Questo però lo porta a discutere con Lara, poiché ritiene Wendy la causa di tutti i loro problemi, accusando il marito di prendere sempre le decisioni importanti senza consultarla. Nel frattempo, sorge una complicazione sul fronte Sandicot. Un cittadino non vuole vendere il proprio terreno, fondamentale in quanto ospiterà l'uscita autostradale per il casinò. Dake pretende che Lonny, l'ultima persona che deve ancora ascoltare prima di chiudere l'istruttoria, la smetta di rinviare il loro incontro. Saputo da un informatore che Axe è in trattativa per costruire il casinò, Charles si mette in contatto con un certo Jack Foley, soprannominato "Black Jack".
Axe si reca da Hank Flagg, l'uomo che si rifiuta di vendere il suo terreno a Sandicot. Axe è costretto a mettere sul piatto 5.000.000 $ per chiudere la vendita. Durante la selezione della giuria, intravedendo una sicura sconfitta Boyd manifesta l'intenzione di patteggiare, incassando un nuovo rifiuto da Chuck. Il procuratore generale telefona a Chuck per complimentarsi dello zelo che sta mettendo nel caso Boyd, ma lo invita ad accettare il patteggiamento. Nello stesso momento Dake, che ormai aveva in pugno Lonnie, riceve la telefonata dal procuratore generale che gli comunica la fine della sua indagine. Le ammissioni che Dake aveva avuto da Lonnie, cioè che Chuck ha continuato a indagare Axelrod anche dopo che si era ricusato, sono quindi inutilizzabili. Wendy firma il nuovo contratto con la Axe Capital e Axe, mantenendo la sua promessa, ordina a Orrin di avviare il ritiro di tutte le 127 querele contro Chuck. Axe si rappacifica con Lara, promettendole che starà il più possibile alla larga da Wendy. Chuck invece non è molto felice che Wendy sia tornata alla Axe Capital. Axe gongola per la chiusura dell'affare Sandicot, ma il suo entusiasmo si spegne quando riceve la notizia che il consiglio di contea ha improvvisamente deciso il cambio di location per il casinò.
- Ascolti USA: telespettatori 922.000 – rating 18-49 anni 0,2%[8]

## Giro d'onore
- Titolo originale: Victory Lap
- Diretto da: John Singleton
- Scritto da: Brian Koppelman, David Levien e Alice O'Neill

### Trama
Axe riunisce i migliori analisti della società per capire come affrontare la grana Sandicot, dato che la Axe Capital si è accollata le obbligazioni sul debito del comune. Per Axe si pone un enorme dilemma, dovendo scegliere tra abbandonare il progetto del casinò (perdendo un mare di soldi) oppure esigere il pagamento del debito dall'amministrazione di Sandicot (riducendo il comune sul lastrico). Axe sembra propendere per la linea morbida, sposata da Mick Danzig, mentre Taylor ed Everett Wright sono invece del parere che il comune debba assumersi la responsabilità degli anni di cattiva amministrazione e onorare il proprio debito, senza avere troppi riguardi per i servizi pubblici che verranno tagliati. Chuck si fa fotografare da Dimonda mentre gioca a baseball con il figlio, sereno dopo la vittoria del caso Boyd. Charles gli suggerisce di buttarsi in politica, affermando di aver fatto commissionare un sondaggio dai risultati molto interessanti. Chuck ritiene invece sia venuto il momento di chiarire la situazione di Bryan, dicendogli di aver scoperto che è stato lui a chiamare l'OPR. Bryan confessa che ha fatto la telefonata dopo l'incontro con Axelrod, dove costui aveva definito Chuck un ipocrita che è ricorso a mezzi illeciti pur di accusarlo. Chuck mette Bryan di fronte alla scelta se continuare a lavorare per lui, nella speranza un giorno di prendere il suo posto di procuratore capo, oppure andarsene a lavorare da Axelrod. Bryan sceglie di restare e invita Orrin a non farsi sentire mai più.
Axe si sta orientando verso l'austerità nei confronti di Sandicot, sfruttando il malcontendo della gente per mettere sotto scacco il comune. Mick Danzig abbandona la Axe Capital, in dissenso rispetto alla decisione, e Axe si precipita nell'ufficio di Wendy per chiederle conto di questa novità. Wendy non vuole che Axe si introduca più nel suo ufficio durante una seduta, aggiugendo che è libero di licenziarla se ritiene abbia qualche colpa nell'accaduto. Quando riceve i risultati del sondaggio, Chuck rimane colpito dall'alto indice di gradimento nei suoi confronti e chiede a Charles di esplorare l'opportunità di una candidatura alla carica di governatore. Charles gli spiega che deve rivolgersi a "Black Jack" Foley, facendo assumere la nipote come cancelliere. Nel frattempo, gli informatori di Axe sono convinti che sia stato proprio Foley a far saltare l'affare Sandicot. Axe decide di chiedere il parere definitivo a Lara. Secondo la moglie, l'amministrazione di Sandicot va messa di fronte alle proprie responsabilità, anche se questo significa far pagare un prezzo salato ai cittadini. Lara sottolinea che quando erano loro i poveri nessuno li aveva aiutati, tuttavia la riqualificazione della cittadina porterà benefici alla comunità nel lungo periodo. Wendy inizia una relazione con Craig Heidecker.
- Ascolti USA: telespettatori 903.000 – rating 18-49 anni 0,2%[9]

## Investitura
- Titolo originale: The Kingmaker
- Diretto da: Oliver Hirschbiegel
- Scritto da: Adam R. Perlman

### Trama
Chuck non è riuscito a trovare un giudice disposto ad assumere la nipote di Foley come cancelliere. Foley decide quindi di puntare su un altro candidato per la carica di governatore, Bob Sweeney, un politico dal più che discreto curriculum. Chuck tenta inutilmente di convincere Sweeney a fargli da vice, così da aiutarlo a conquistare i voti del Nord. Axe vuole danneggiare gli affari di Foley, individuando dove prende l'acciaio per la sua società. Tuttavia, Foley ha un fornitore molto fedele che non cede ai suoi ricatti. Taylor chiede un consulto a Wendy, esprimendo preoccupazione per il calo di performance di Mafee. Costui si riscatta, aiutando Wags a strappare condizioni migliori alla Spartan-Ives. Bryan e Kate rintracciano il dr. Gus, tornato al suo vecchio lavoro dopo il licenziamento dalla Axe Capital. Gus si rifiuta di dare in pasto a loro informazioni compromettenti su Axelrod, ma li indirizza da Stephanie Reed, anche lei cacciata dalla società. Stephanie non è disposta a parlare se non in presenza di un mandato. Chuck però non vuole riaprire il caso Axelrod proprio ora che è in procinto di scendere in politica.
Bramando a tutti i costi la candidatura a governatore, Chuck incarica Ira di scavare nel passato di Sweeney. Si scopre che l'uomo, a cui piace recitare il ruolo del progressista, ha spedito il figlio gay a un campo religioso di rieducazione all'eterosessualità. Dapprima Sweeney dà appuntamento a Chuck alle primarie, ma in seguito si autoesclude dalla corsa a governatore. Intanto, Axe tenta di far conferire un premio a Foley per poterci parlare e capire per conto di chi ha fatto saltare l'affare del casinò a Sandicot. Foley però rifiuta di farsi premiare da lui e, contemporaneamente, invita Chuck a una delle sue feste esclusive. Wendy telefona a Taylor per suggerire di seguire il sentimento che prova nei confronti di Mafee. Foley riceve privatamente Chuck per annunciargli che ha deciso di sostenere la sua candidatura a governatore. Chuck promette di sdebitarsi riprovando a sistemare sua nipote presso qualche altro giudice. Axe, che aveva incaricato un suo conoscente nel catering della festa di indagare su Foley, riceve delle fotografie che lo immortalano in compagnia di Charles e Chuck. Axe si precipita alla festa di Foley, ormai terminata, accusando Chuck di essere stato lui a far saltare l'affare del casinò e di aver ancora bisogno della protezione di suo padre perché non è abbastanza coraggioso da affrontarlo. Prima di andarsene, Axe annuncia che si sta prendendo Sandicot pezzo per pezzo ed è disposto a ridurre la città in rovina. Anziché rimproverare suo padre per avergli messo nuovamente contro Axe, Chuck lo ringrazia perché così facendo gli dà l'occasione di schierarsi dalla parte della gente che la Axe Capital sta affamando. Chuck invia quindi un messaggio a Bryan, annunciandogli che è ora di scendere in campo.
- Ascolti USA: telespettatori 1.029.000 – rating 18-49 anni 0,2%[10]

## Sic transit imperium
- Titolo originale: Sic Transit Imperium
- Diretto da: Colin Bucksey
- Scritto da: Wes Jones

### Trama
È il compleanno di Axe. Wags gli ha comprato l'Arca, un bunker dove trasferirsi nell'ipotesi di fine del mondo, consegnandogli una moneta con inciso il motto latino Sic transit imperium. Chuck torna ufficialmente a indagare su Axe, avviando un'inchiesta su Sandicto e autorizzando la richiesta dei suoi sottoposti di ascoltare Stephanie Reed. L'ex capo dello staff della Axe Capital rivela che il giorno prima di essere licenziata Wags aveva proposto ad Axe un affare che coinvolgeva Bill Stearn e Victor Mateo, quest'ultimo il dipendente che Axe aveva cacciato l'anno precedente. Inoltre, Stephanie fa il nome di Taylor come persona informata sui fatti. Chuck tiene una conferenza stampa a Sandicot, incassando il sostegno dei cittadini nella battaglia contro la Axe Capital. Foley vuole che Chuck si sottoponga al giudizio di George Minchak, una sua collaboratrice che vaglia tutti i candidati. Kate scopre un legame tra Axe e Donald Thayer della Clarkson, un gangster cui ha venduto una macchina. Chuck avverte Thyer di aver scoperto che è stato lui, in combutta con Axelrod, a individuare Sandicot come location ideale per il casinò. Thayer respinge le minacce, avvertendolo di fare attenzione alle sue prossime mosse.
Lara sta organizzando la festa di compleanno per Axe, un evento che vuole sia memorabile. Lara telefona a casa di Chuck, chiedendogli di riferire a Wendy che lei e Axe avrebbero piacere ad averla alla festa. Nel frattempo, Axe ha deciso di aprire una fondazione per il suo lascito alle future generazioni e ne affida la guida a Sean Ayles. Ira annuncia a Chuck che si è aperta per lui l'opportunità di entrare nel direttivo della Ice Juice, una società di cui è investitore, e ha bisogno di un aiuto finanziario da suo padre. Charles reputa il progetto della Ice Juice un'opportunità da cogliere al volo e Chuck accetta di investire parte del suo blind trust, il fondo fiduciario congelato fino a quando resterà procuratore. Taylor non potrà partecipare alla festa di Axe, in quanto coincidente con il matrimonio di sua sorella, ma non vuole acquistare un biglietto aereo per remore ambientaliste. Axe mette a disposizione di Taylor un volo privato, facendo capire che deve lasciarsi andare e provare le ebbrezze della vita agiata. Taylor sale sul volo, ignorando di essere sotto il controllo dell'FBI.
Al party di Axe manca il festeggiato, il quale incontra Victor per ascoltare la sua proposta sull'affare che intende proporgli. Victor possiede informazioni riservate sulla Clarkson ed è disposto a condividerle con lui, in cambio chiede di guidare una società satellite della Axe Capital. Wags legge il discorso di ringraziamento in onore di Axe, ricevendo poi indietro la moneta romana che gli aveva donato. Chuck scopre con sconcerto che Axe ha comprato una collana di libri sulla Seconda guerra mondiale che appartenevano a lui, dei quali si era disfatto tempo prima. Axe passa a prendere Lara, avendo deciso di festeggiare loro due soli nell'ippodromo in cui ha mosso i suoi primi passi. Lara però non si diverte, avendo saputo da Wendy che è stata lei a porre la condizione della distanza rispetto ad Axe, quando invece il marito si era vantato di essere stato lui a stabilirlo.
- Ascolti USA: telespettatori 847.000 – rating 18-49 anni 0,2%[11]

## With or without you
- Titolo originale: With or Without You
- Diretto da: Ed Bianchi
- Scritto da: Willie Reale

### Trama
Al risveglio Axe trova il letto accanto a sé vuoto. Lara è fuggita con i bambini, lasciando un biglietto in cui lo accusa di averle mentito. Axe non riesce a rintracciarla, avendo il cellulare spento, e i suoi familiari fanno muro per proteggerla. Chuck affronta il colloquio con George Minchak, alla ricerca di potenziali scandali che possano inquinare la campagna elettorale. Chuck riferisce di non avere nessuno scheletro nell'armadio, accennando a un episodio di bullismo di cui fu complice negli anni trascorsi in collegio. Bryan avvicina Taylor, lasciando il suo biglietto da visita se vorrà riferire qualcosa sulla Axe Capital. Bryan e i suoi collaboratori hanno scoperto che Taylor ha militato in movimenti di sinistra come Occupy Wall Street, quindi sperano che gli sia rimasta qualche traccia del suo passato di attivista liberal.
Axe riceve da Larry Boyd, impegnato nei servizi sociali, la soffiata sull'investimento di Charles Rhoades nella Ice Juice. Chuck incontra la sua dominatrice sadomaso, preoccupata perché le è stato sottratto il computer contenente le informazioni sui suoi clienti, compresi alcuni pezzi grossi come lui. Chuck si finge preoccupato, quando invece è stato proprio lui a far rubare il computer. Chuck ha infatti deciso di aprirsi con Minchak, la quale ha capito che la vittima di bullismo in collegio era proprio lui. Chuck le consegna il computer della dominatrice. Taylor ha dato ad Axe la giusta interpretazione dei documenti sulla Clarkson, contrariamente ai colleghi che suggerivano il percorso opposto. Axe promuove Taylor a capo degli analisti. Taylor accetta di parlare con Bryan, ma non rilascia alcuna informazione utile e interrompe bruscamente la deposizione. Ormai Taylor ha accettato il nuovo stile vita dell'alta finanza, tanto da acquistare un appartamento nella stessa palazzina in cui vive Mafee. Wendy va a parlare con Lara, precisando che non è stata Axe a mandarla, invitandola a perdonare il marito e precisando che stanno facendo di tutto per restare separati.
Chuck e Wendy saltano la seduta di terapia di coppia, recandosi al loro ristorante francese preferito. Chuck e Wendy riprendono a fare sesso sadomaso, confinandolo questa volta dentro le pareti domestiche. Per tutto il giorno Axe ha lasciato messaggi alla segretaria di Lara, passando dal tono supplichevole delle prime telefonate ad attacchi più duri. Axe lamenta di esserle rimasto sempre fedele in 15 anni di matrimonio, benché la sua vita sotto i riflettori gli abbia offerto parecchie occasioni per tradirla. Proprio quando ha perso le speranze, Lara fa ritorno a casa come se nulla fosse accaduto. Axe saluta i bambini, ma lo sguardo di Lara non lascia intendere che l'abbia completamente perdonato. Mentre la moglie sale al piano superiore, Axe accende il suo cellulare e cancella tutti i messaggi lasciati in segreteria.
- Ascolti USA: telespettatori 912.000 – rating 18-49 anni 0,2%[12]

## Il momento della rana dorata
- Titolo originale: Golden Frog Time
- Diretto da: Karyn Kusama
- Scritto da: Brian Koppelman, David Levien e Brian Chamberlayne (soggetto); Brian Koppelman e David Levien (sceneggiatura)

### Trama
Una settimana prima. Axe ha intenzione di danneggiare Charles Rhoades, il quale si appresta a lanciare l'IPO sulla Ice Juice. Il padre di Chuck risulta intestatario di diversi immobili, tuttavia non è chiaro dove abbia trovato i soldi per l'operazione Ice Juice. Quando scopre che Charles sta tirando la volata a Ira Schumer, l'avvocato di Chuck, Axe pregusta di assestare un duro colpo a tutti e tre contemporaneamente. Axe dà all'operazione il nome "rana dorata".
Presente. È il giorno dell'IPO sulla Ice Juice. Chuck, Charles e Ira pregustano l'affare che li farà diventare ricchi. Axe si prepara a sferrare la mossa che stravolgerà la situazione, ma vuole tenerla in serbo per quando la scalata dei suoi nemici avrà raggiunto la vetta più alta, affinché la loro caduta sia più dolorosa. Axe ha commissionato a un laboratorio una sostanza con cui avvelenare le bevande della Ice Juice che causa attacchi di vomito e malessere per un paio di giorni. Non appena iniziano a diffondersi notizie di malori di chi ha consumato la bevanda, Axe avvia la speculazione sulla Ice Juice. Wendy avverte Chuck della manovra compiuta dalla Axe Capital, però il marito minimizza la cosa e sostiene che non ha nulla di cui preoccuparsi. Irritata per l'atteggiamento spocchioso di Chuck, Wendy comunica a Mafee che intende partecipare anche lei alla speculazione. Nel frattempo, Axe ha incaricato Taylor di procedere a una valutazione degli analisti, facendo piazza pulita di chi non è all'altezza di lavorare per lui. Axe suggerisce a Taylor di non basarsi esclusivamente sui numeri, ma di considerare anche il lato umano dei dipendenti.
La commissione per la salute ordina il sequestro dell'attività della Ice Juice. Per Charles e Ira è un fallimento enorme, avendo entrambi investito tutti i loro averi in un'operazione del cui successo erano assolutamente convinti. Anche per Chuck le perdite sono piuttosto rovinose, poiché spinto dall'entusiasmo aveva investito il suo intero fondo. Axe si gode la grande vittoria ottenuta sui Rhoades, ma rimprovera Mafee per aver accettato la richiesta di Wendy di partecipare alla speculazione senza prima consultarlo. Axe vuole recuperare il rapporto con Lara, continuando a sentirla distante dopo la sua breve fuga. Axe le fa mangiare pizza e caviale, lo stesso piatto del loro primo appuntamento, ma successivamente a letto Lara afferma di aver bisogno ancora di un po' di tempo per perdonarlo. Alla fine del suo round di colloqui, Taylor ha licenziato solamente un analista di poco peso e salvato tutti gli altri. Stearn consegna a Taylor una borsa contenente 250.000 $ come ringraziamento. Bryan aspetta Taylor sotto il suo nuovo appartamento, chiedendo se un giorno si ricorderà da dove viene e deciderà di collaborare contro Axelrod. Chuck rientra a casa e, nascondendo il volto tra le mani, sembra sfogare tutta la propria disperazione. Al contrario, comincia a sghignazzare perché aveva previsto tutto quello che sarebbe accaduto. Infatti, era stato lui a comunicare a Larry Boyd l'operazione di suo padre con la Ice Juice, costringendo l'ex presidente della Spartan-Ives a dare l'informazione ad Axe in cambio di un ammorbidimento della detenzione in carcere. Chuck ha poi fatto ottenere una promozione a Oliver Dake, diventato procuratore del distretto Est. Dake ha mobilitato gli agenti dell'FBI, così da registrare tutte le iniziative prese dagli sgherri di Axe che hanno partecipato all'avvelenamento della Ice Juice.
- Ascolti USA: telespettatori 974.000 – rating 18-49 anni 0,2%[13]

## Biglia in mano
- Titolo originale: Ball in Hand
- Diretto da: Anna Boden e Ryan Fleck
- Scritto da: Brian Koppelman, David Levien e Adam R. Perlman

### Trama
Larry Boyd torna in libertà e comunica ad Axe, come ultimo favore da amico, che quello stesso giorno verrà arrestato dal distretto Est. Contrariamente alla fuga progettata l'anno precedente, stavolta Axe ha intenzione di affrontare il proprio destino e incarica Taylor di predisporre un piano per salvaguardare la Axe Capital. Chuck incontra Dake per ottenere rassicurazioni sul fatto che, una volta arrestato Axelrod, nulla possa ricondurre a lui. Minchak suggerisce a Chuck, nell'ottica della futura campagna elettorale, di far firmare a suo padre una dichiarazione in cui si assume la piena responsabilità dell'investimento nella Ice Juice compiuto attraverso il suo blind trust. Charles e Ira sono ovviamente arrabbiati con Chuck, essendosi dovuti sacrificare nella Ice Juice soltanto per aiutarlo a battere Axe. Anche Bryan, Lonnie e Kate non sono al settimo cielo, poiché Chuck non ha informato nessuno di loro delle ultime mosse. Kate annuncia che vuole passare a un prestigioso studio privato, ma Chuck le chiede di aspettare 24 ore prima di decidere.
Axe nomina Taylor direttore finanziario della Axe Capital, coadiuvata da Wags e Wendy. Orrin tratta con Dake le condizioni per la resa di Axe, chiedendo che al momento dell'arresto non ci siano telecamere e che venga immediatamente fissata la cauzione per il rilascio. Dake rifiuta la proposta, volendo procedere all'arresto esattamente come vuole lui, e minaccia Orrin di denunciarlo all'Ordine degli avvocati quando scopre che stava registrando il colloquio a beneficio di Axe. Quando Dake ordina l'arresto, Axe ha fatto in modo di depistare gli agenti consegnando il cellulare a Lara e distribuendo le carte di credito ai parenti della moglie. Charles accetta di firmare il documento che scagiona Chuck dall'aver attinto al blind trust, però fa notare al figlio che la sua sete di vittoria lo sta allontanando dagli affetti e, a tal fine, gli mostra le fotografie che provano il tradimento di Wendy con Heidecker. Preoccupato che la sua prima operazione da procuratore si trasformi in un fiasco, Dake chiede l'aiuto di Chuck che in cambio detta due condizioni. La prima è quella affermata il mattino, cioè la cancellazione di ogni traccia che lo coinvolga, mentre la seconda è che sia Bryan a guidare l'accusa nel processo Axelrod. Prima di essere arrestato, Axe incontra Wendy per scusarsi di aver dubitato di lei nell'ultimo anno. Axe viene tradotto in carcere, dove Chuck si vanta di essere finalmente riuscito a metterlo dietro le sbarre, pur sapendo che la sua detenzione sarà molto breve. Axe lo avverte che il loro destino è inestricabilmente legato, quindi riuscirà a trovare quella traccia che lo trascinerà all'Inferno assieme a lui.
Axe torna immediatamente libero su cauzione e torna a casa da Lara, ormai pienamente dalla sua parte. Chuck sceglie Kate come nuovo procuratore capo del distretto Sud. Mentre la ragazza festeggia con Bryan che le ha appena dato la notizia, Lonnie raduna i suoi effetti personali e lascia l'ufficio, affranto perché riteneva di meritare lui il posto. Chuck trova Wendy sull'uscio di casa e, prendendosi la mano, rientrano insieme come marito e moglie.
- Ascolti USA: telespettatori 1.019.000 – rating 18-49 anni 0,2%[14]